# 4273 Dunhuang
4273 Dunhuang (1978 UU1) là một tiểu hành tinh vành đai chính.